# اتفاقيات بيلافيجا
اتفاقيات بيلافيجا (بالبلاروسية: Белавежскае пагадненне، بالروسية: Беловежские соглашения، بالأوكرانية: Біловезькі угоди) هي الاتفاقية التي أعلنت أن اتحاد الجمهوريات السوفيتية الاشتراكيةقد توقف فعليًا عن الوجود، وأنشأت رابطة الدول المستقلة (CIS) ككيان خلف له. وُقّعت الوثائق في داتشا الدولة بالقرب من فيسكيولي في بيلافيجسكايا بوششا، بيلاروسيا، في 8 ديسمبر 1991، من قِبل قادة ثلاث من الجمهوريات الأربع (باستثناء جمهورية ما وراء القوقاز الاشتراكية السوفيتية المنحلة) التي وقّعت على معاهدة عام 1922 لإنشاء الاتحاد السوفيتي:
- رئيس البرلمان البيلاروسي ستانيسلاف شوشكيفيتش ورئيس وزراء بيلاروسيا فياتشيسلاف كيبش
- الرئيس الروسي بوريس يلتسن والنائب الأول لرئيس وزراء جمهورية روسيا الاتحادية السوفيتية الاشتراكية/الاتحاد الروسي جينادي بوربوليس
- الرئيس الأوكراني ليونيد كرافشوك ورئيس وزراء أوكرانيا فيتولد فوكن

وفقًا لما قاله شوشكيفيتش في عام 2006، بحلول ديسمبر «كان الاتحاد قد انهار بالفعل على يد الانقلابيين» الذين حاولوا في أغسطس 1991 إزاحة ميخائيل غورباتشوف من السلطة لمنع تحويل الاتحاد السوفيتي إلى ما وصفه شوشكيفيتش بـ«كونفدرالية». أراد الثلاثة تجنب ما حدث في تفكك يوغوسلافيا، إذ «لم يكن هناك حل آخر للوضع سوى الطلاق».

## التسمية
يُترجم الاسم بطرق مختلفة مثل اتفاقيات بيلافيجا، أو اتفاقيات بيلافيجا، أو اتفاقية بيلافيجا، أو اتفاق بيلافيجسكايا، أو اتفاق بيلايا فيجا، وغيرها. يرجع هذا التفاوت إلى الاختلاف بين الأسماء الروسية والبيلاروسية للغابة التي تحمل الاسم نفسه على الحدود بين بيلاروسيا وبولندا، والتي كانت تحتوي على كوخ الصيد الخاص بالأمين العام بريجنيف. 

## النقاط الرئيسية
يتضمن نص اتفاقيات بيلافيجا مقدمة و14 مادة. النص الأصلي متوفر بترجمة رسمية على موقع مجلس أوروبا. 
تشمل الالتزامات الرئيسية للأطراف الموقعة على الاتفاقية، التي صدّقت عليها جميع جمهوريات الاتحاد السوفيتي السابقة باستثناء إستونيا ولاتفيا وليتوانيا، ما يلي: 
1. إنهاء وجود الاتحاد السوفيتي، مع إنشاء دول ديمقراطية مستقلة… على أساس الاعتراف المتبادل واحترام سيادة الدولة.
2. إرساء حق تقرير المصير على أراضي الاتحاد السابق مع المعايير المتعلقة بحقوق الإنسان وحقوق الشعوب.
3. تضمن الأطراف لمواطنيها، بغض النظر عن جنسيتهم أو اختلافاتهم الأخرى، حقوقًا وحريات متساوية. كما تضمن كل طرف لمواطني الأطراف الأخرى، وللأشخاص عديمي الجنسية المقيمين على أراضيها، حقوقًا وحريات مدنية وسياسية واجتماعية واقتصادية وثقافية وفقًا للمعايير الدولية المعترف بها عالميًا المتعلقة بحقوق الإنسان (المادة 2).
4. تسعى الأطراف إلى تسهيل التعبير عن الخصائص العرقية والثقافية واللغوية والدينية المميزة للأقليات الوطنية المقيمة في أراضيها والحفاظ عليها وتطويرها، وستوفر الحماية لها (المادة 3).
5. التعاون العادل (المادة 4).
6. السلامة الإقليمية مع حرية تنقل المواطنين (المادة 5).[27]